# Gariep
Gariep es un municipio de la provincia de Cabo Oriental en Sudáfrica, con una población estimada en marzo de 2016 de 36 485 habitantes.
Se encuentra en el centro-norte de la provincia, cerca de la frontera con las provincias Septentrional del Cabo y Estado Libre. 